# Тканина (біологія)
Ткани́на — сукупність клітин, не обов'язково ідентичних, але є спільного походження, що разом виконують спільну функцію. Тканинний рівень — це рівень клітинної організації, проміжний відносно клітин та усього організму. Органи утворюються функціональним об'єднанням тканин одного чи кількох видів.

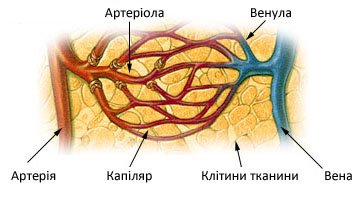
Судини мікроциркуляції

Вивченням тканин займається наука гістологія, або ж, у зв'язку із захворюваннями, гістопатологія. До набору класичних матеріалів та інструментів для дослідження тканин входять парафіновий блок, у який вводиться тканина для фіксації і зручності одержання зрізу, гістологічний барвник та оптичний мікроскоп. За останні десятиліття розвиток електронної мікроскопії, імунофлюоресценції та використання заморожених зрізів тканин уможливив детальніше візуальне дослідження тканин. Ці інструменти дозволяють спостерігати звичайний вигляд здорових і уражених тканин, цим самим суттєво покращуючи клінічне діагностування та прогнозування.
Ці досягнення використовує сучасна медицина, зокрема у хірургії — гістологічне дослідження є базовим для тканинної діагностики пухлин, інших патологічних станів.

## Тваринні тканини
В організмі тварин та людини розрізняють 4 типи тканин:
- сполучна тканина
- м'язова тканина
- нервова тканина
- епітеліальна тканина.

### Сполучна тканина
Сполучні тканини мають волокнисту структуру. Вони складаються з клітин, відокремлених одна від одної позаклітинною матрицею. Сполучна тканина служить для сполучення інших видів тканин, наприклад, для утворення органів, і здатна пасивно розтягуватись і стискатися.
Сполучна́ ткани́на — тканина живого організму, яка виконує опорну, захисну і трофічну функції. Складається з декількох видів клітин; переважно з фібробластів, волокон і основної тканинної речовини. Міжклітинна речовина добре виражена.
Функції: Сполучна тканина виконує опорну, захисну і трофічну функції.
Трофічна — бере участь в обміні речовин (кров, лімфа, жирова), тому в таких видах сполучної тканини багато міжклітинної речовини.
Захисна — клітини здатні до фагоцитозу і беруть участь в процесах імунітету та зсідання крові.
Опорна — утворює зв'язки, сухожилля, хрящі, [кістки] (в таких видах сполучної тканини мало міжклітинної речовини, або вона щільна, наприклад кісткова, за рахунок наявності в ній солей, також в ній є волокна).
Бере участь у загоюванні ран, бо має найвищу здатність до регенерації.
Види: Кількість і вигляд клітин та волокон, а також кількість і склад основної речовини у різних видів сполучної тканини відрізняються залежно від їхніх функцій. Розрізняють декілька видів сполучної тканини: кісткову, хрящову, жирову та інші. До сполучної тканини відносяться також кров та лімфа. Сполучна тканина утворює строму практично всіх органів.
Власне сполучна тканина складається з клітин (фібробластів) і міжклітинної речовини (волокна з білків колагену й еластину); її поділяють на пухку та щільну. Пухка сполучна тканина з'єднує шкіру зі структурами, які лежать під нею, вкриває кровоносні судини та нерви. Щільна сполучна тканина утворює дерму, сухожилки, зв'язки.
Сполучна тканина зі спеціальними функціями представлена жировою тканиною і пігментними клітинами. Жирова тканина складається з клітин (ліпоцитів) і утворює жирові депо організму — підшкірну жирову клітковину, сальники. Пігментні клітини розсіяні в шкірі; вони містять пігмент меланін, який захищає організм від ультрафіолетового випромінювання.
Тверда сполучна тканина представлена кістковою і хрящовою тканинами, а рідка — кров'ю та лімфою

### Нервова тканина
Клітини, що утворюють центральну та периферичну нервову систему, класифікуються як нервова тканина. З нервової тканини складається головний і спинний мозок, що утворюють центральну нервову систему, й черепно-мозкові та спинномозкові нерви, що утворюють периферичну нервову систему, а також мотонейрони. Нервова тканина забезпечує обмін сигналами між різними структурами організму, а також зв'язок організму з навколишнім середовищем. Клітини, з яких складається нервова тканина, — нейрони забезпечують важливу властивість організмів — подразливість. Нейрони мають відростки. Вони здатні сприймати подразнення та проводити їх до різних тканин та органів. Нервова тканина забезпечує досконалу регуляцію життєвих функцій організму тварин.

### М'язова тканина
Здійснюють скорочення серцевого і скелетних м'язів, внутрішніх органів, зміну діаметра кровоносних судин. Залежно від особливостей розташування і виконуваних функцій буває:
- поперечно-посмугована скелетна м'язова тканина;
- поперечно-посмугована серцева м'язова тканина;
- гладенька м'язова тканина кровоносних судин і внутрішніх органів (шлунка, сечового міхура, тощо).

М'язові тканини поділяють на непосмуговані (гладенькі) та посмуговані (поперечносмугасті). М'язові клітини містять пучечки міофібрили, утворені білками, здатними до скорочення.
Клітини непосмугованої м'язової тканини мають переважно веретеноподібну форму і одне ядро. Скорочення таких м'язів досить повільні. Непосмуговані м'язи входять до складу оболонок внутрішніх органів хребетних тварин.
Посмугована м'язова тканина складається з великих видовжених багатоядерних клітин. Свою назву — посмугована — ця тканина дістала тому, що в її міофібрилах поперемінно чергуються світлі та темні ділянки. Посмуговані м'язи здатні скорочуватись значно швидше, ніж непосмуговані.

### Епітеліальна тканина
Епітеліальні тканини утворені шарами клітин, що вистилають поверхні органів (наприклад, поверхню шкіри, дихальних шляхів, репродуктивної системи, внутрішню поверхню травної системи). Клітини епітелію щільно прилягають одна до одної, забезпечуючи таким чином наявність бар'єру між зовнішнім середовищем та органом. Крім захисної функції, епітеліальна тканина може виконувати також видільну та поглинальну. Через ці тканини може відбуватися газообмін, надходження одних сполук в організм та виведення з нього інших. Клітини епітелію можуть вистилати зсередини різні органи або порожнину тіла.
Особливий різновид епітелію — залозистий. Його клітини входять до складу покривного епітелію або епітелію, який вистилає внутрішні органи, чи є у складі спеціалізованих залоз. Наприклад, залозистий епітелій входить до складу травних залоз (слинних, підшлункової залози, печінки). Вони виробляють речовини, які забезпечують перетравлення їжі.
Спільними рисами будови різних видів епітеліальних тканин є те, що їхні клітини дуже щільно прилягають одна до одної, міжклітинна речовина розвинена слабо. 
Епітеліальна тканина служить для захисту організму від мікроорганізмів, механічних пошкоджень, втрати рідини тощо.Види епітелію: плоский, кубічний, війчастий, залозистий.

## Рослинні тканини
Тканини рослин є об'єктом вивчення гістології рослин. Перша класифікація тканин була розроблена Н.Грю ще у XVIII столітті.
Здебільшого рослинні тканини поділяють на шість груп.
1. Меристематичні (твірні).
2. Покривні.
3. Основні (паренхіматичні).
4. Механічні.
5. Провідні.
6. Видільні.

Серед тканин рослин виділяють малодиференційовані — твірні та високодиференційовані — постійні. Твірні тканини (меристема) забезпечують ріст, розвиток внутрішньої структури, формують постійні тканини, що становлять у рослинах системи: покривних тканин рослин, провідних тканин рослин, провітрювальних тканин і основних тканин. До системи основних тканин відносять механічні тканини рослин, асиміляційні (хлоренхіма), запасаючі тканини, секреторні, або видільні (Залозисті тканини рослин), та всисні тканини. Тканини рослин вивчає анатомія рослин, гістологія рослин. Провідні тканини — це тканини, по яких здійснюється переміщення розчинених речовин по рослині (видовжені трубки-судини в деревині стебла тощо). Основні тканини — це тканини, які є переважаючими в тілі рослини. У них запасаються речовини, відбувається фотосинтез тощо (наприклад м'якуш кавуна, у клітинах якого накопичуються солодкі речовини та вода). Вищі рослини побудовані з різних тканин. Ця різноманітність є наслідком пристосування рослин до різних умов наземного середовища, у яких вони формувалися, та різних функцій, які вони виконують протягом життя. Найбільша різноманітність тканин притаманна покритонасінним, які мають найвищий рівень організації в рослинному світі. З тканин у рослин утворюються органи. Наприклад, листок на своїй поверхні має покривну тканину, всередині — основну тканину, у якій здійснюється фотосинтез, і провідну тканину, яка забезпечує транспорт речовин. Отже, тканинну будову мають наземні рослини. Різноманітність рослинних тканин, особливості їхньої будови й функціонування зумовлені пристосуванням рослин до життя на суходолі

### Меристематична тканина
Меристема — твірна рослинна тканина, з якої можуть утворюватися всі інші тканини, меристематичні клітини тривалий час зберігають здатність до поділу з утворенням нових неспеціалізованих клітин.
Клітини меристеми сплющені, дрібні, щільно розташовані одна біля одної, без міжклітинників, в центрі клітин розташоване ядро, вакуолі дрібні, численні, клітинна оболонка первинна, наявні лише попередники пластид.
Меристеми класифікують за положенням їх в рослині:
- Верхівкові (апікальні).
- Бічні (латеральні).
- Вставні (інтеркалярні).

Та за походженням:
- первинні
- вторинні.

### Основна тканина
Основні тканини (паренхіми) — тканини рослин, що складаються із живих клітин різної форми і виконують різні функції: виповняючу, асиміляційну, газообміну, запасаючу, видільну та інші. Характеризується великими міжклітинниками (особливо в аеренхімі), тонкими целюлозними оболонками. Паренхіма, по суті є недиференційованою тканиною, але існують певні модифікації, а саме: епідерміс, аеренхіма, хлоренхіма (фотосинтезуюча стовпчаста або губчаста) запасаюча. Основні тканини заповнюють органи рослини, тому складаються переважно з живих клітин і добре розвинених міжклітинників, тобто повітряних порожнин. Залежно від того, де знаходиться основна тканина, вона може виконувати різні функції: у клітинах листків і молодих стебел відбувається фотосинтез (хлорофілоносна тканина); у клітинах серцевини стебла накопичуються поживні речовини (запасаюча тканина), у клітинах стебла кактусів накопичується вода (водоносна тканина). Основну тканину, що надає рослині міцності, тобто є для неї опорою, називають механічною тканиною.

### Механічна тканина
Механічні тканини виконують опорні функції: надають рослині пружності та міцності, підтримують її частини в певному положенні. Складаються з живих або відмерлих клітин.
Живі клітини механічної тканини мають нерівномірно потовщені стінки і розташовані під покривною тканиною і входять здебільшого до складу кори молодих пагонів(переважно дводольних рослин).
Епідерміс одношарова, безбарвна паренхіма, що покриває органи рослини і перешкоджає випаровуванню води та проникненню патогенних організмів.
Особливості:
- у дводольних клітини неправильної форми, з вигинами.
- у однодольних правильної форми.
- не містить хлорофілу
- має продихи, що мають хлоропласти(функція транспірації та газообоміну), на нижній поверхні листка продихів більше (крім півників, у яких продихи з обох боків і елодеї, у якої продихів немає)
- може мати залозисті волоски на своїй поверхні або трихоми для захисту та додаткового зменшення випаровування води особливо у ксерофітів.

на поверхню епідермісу може виділятись кутин або кутикула (тобто восковий шар)
Стовпчаста фотосинтезуюча паренхіма розташована під верхнім епідермісом листка, має багато хлоропластів.
Губчаста фотосинтезуюча паренхіма виконує в основному функцію газообміну та аерації.
Запасаюча містить лейкопласти (тип пластид), де може запасатись крохмаль